# 字牌

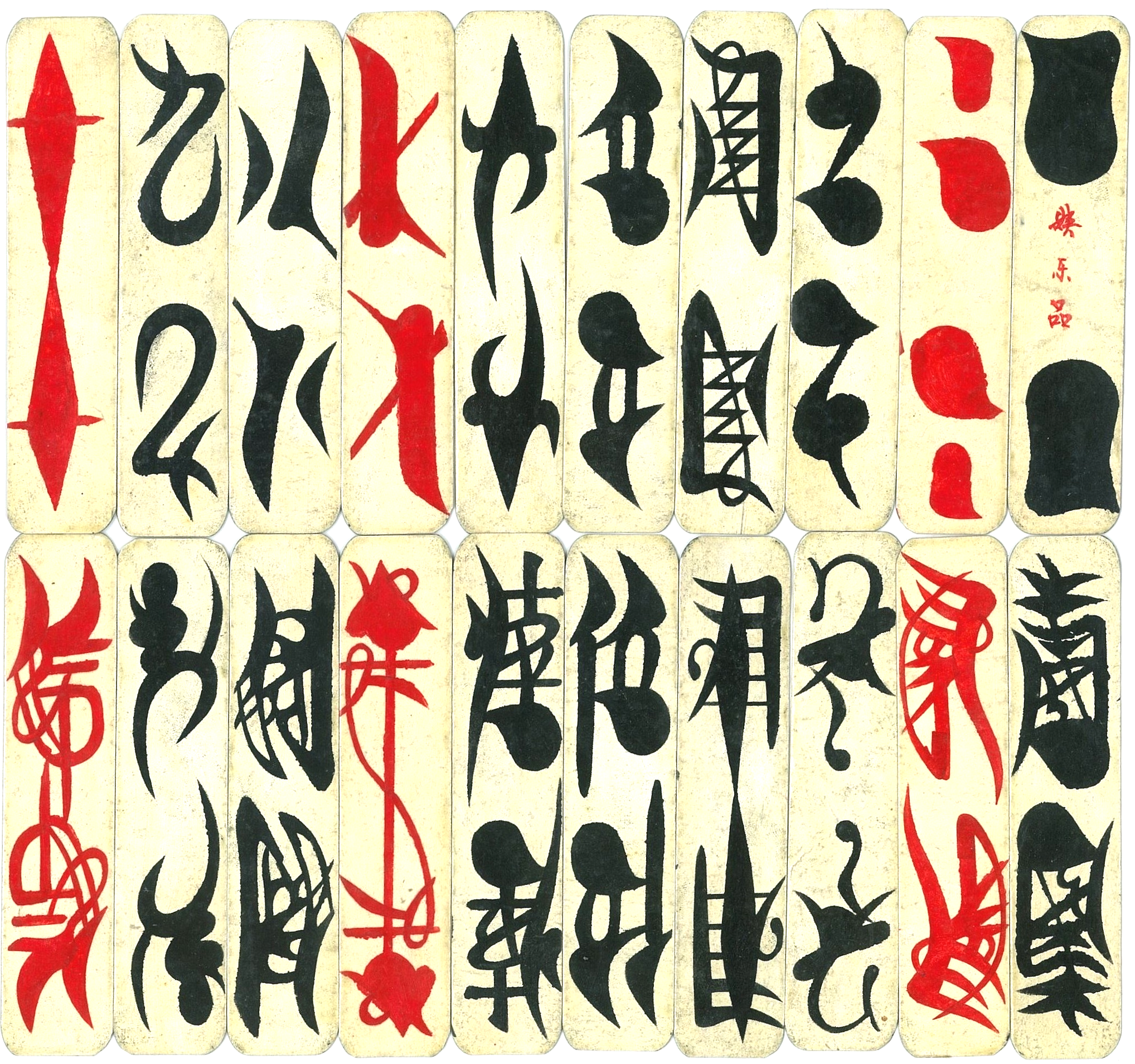
貴州字牌

字牌，是流傳於兩湖、西南三省、廣西的傳統牌具，印有大小寫、一到十的數字。各地稱呼不一，兩湖稱跑鬍子、跑和子、跑符等；貴州务川、四川泸州稱大貳；四川樂山稱二七十、贰柒拾；四川秀山稱黄十八；广西柳州称八一。

## 歷史
字牌傳說在清朝中葉就出現在四川樂山五通桥区，是流傳於鹽工的賭博，最早以竹籤作牌。現在產品的字體很特別，稱為橋字牌。
清朝末年，在务川制作字牌的人逐渐增多，写法上各有千秋。中華人民共和國建國前以孔寿宣的孔家牌和铁岔口的铁家牌为出名、质量佳，可用三五年以上，但价格较贵。付应堂、北门张土地的牌也不少人使用。李三江的牌较小巧，形式上有两头、也有一头点子牌，价格较低廉，大量销于农村，但质量较差，一般只能用半年到一年。1950年代至1970年代，务川县城内和乡村里均有人制牌。當地人申尚权将手写牌改进为刻版，字体用铁家牌为基，融合孔家以及其它几家牌。现在普遍使用的务川大贰，绝大部分均采用他所改进的典型字體。
民國期間，字牌在湖南就相當流行，名堂（番種）有姊妹花、節節高、全大、全小等，據說該省以善於打跑符著稱的是衡陽人。在黔陽縣，喪家會打字牌守夜，有「居丧不哀」、「吊者大悦」之说。字牌也出現於在該省民歌，如「四月荞麦花开，四个姑娘打字牌，碰喷啧、碰喷喷...」。據易君左所言，毛澤東也嗜好打字牌，而且很精通。除跑胡子外，安鄉縣的玩法稱為偎麻雀；邵陽縣的玩法稱為邵陽字牌。
1945年左右，雲南昆明士人阶层多喜打字牌，加出许多名堂，如鸳鸯配、巧连环、喜相逢等。當地人罗耀春还编印一本《字牌初阶》，創新风尚。當時雲南有一句谚语：「世上三样闲：吃酒、沽钱、打字牌。」描述有閒階級以打字牌為消遣。
廣西壯族也常玩此戲，又叫作大字牌。對日抗戰期間，廣西士兵晚上常打字牌作為賭博。
各地玩法略有差異。兩湖流行跑鬍子，秀山有钵和、麻雀和、三六和、黄六和等，務川大貳有打开开、抠百、红点点，其他地方還有偎麻雀、邵陽字牌、桥字牌、大字牌等。

## 牌具

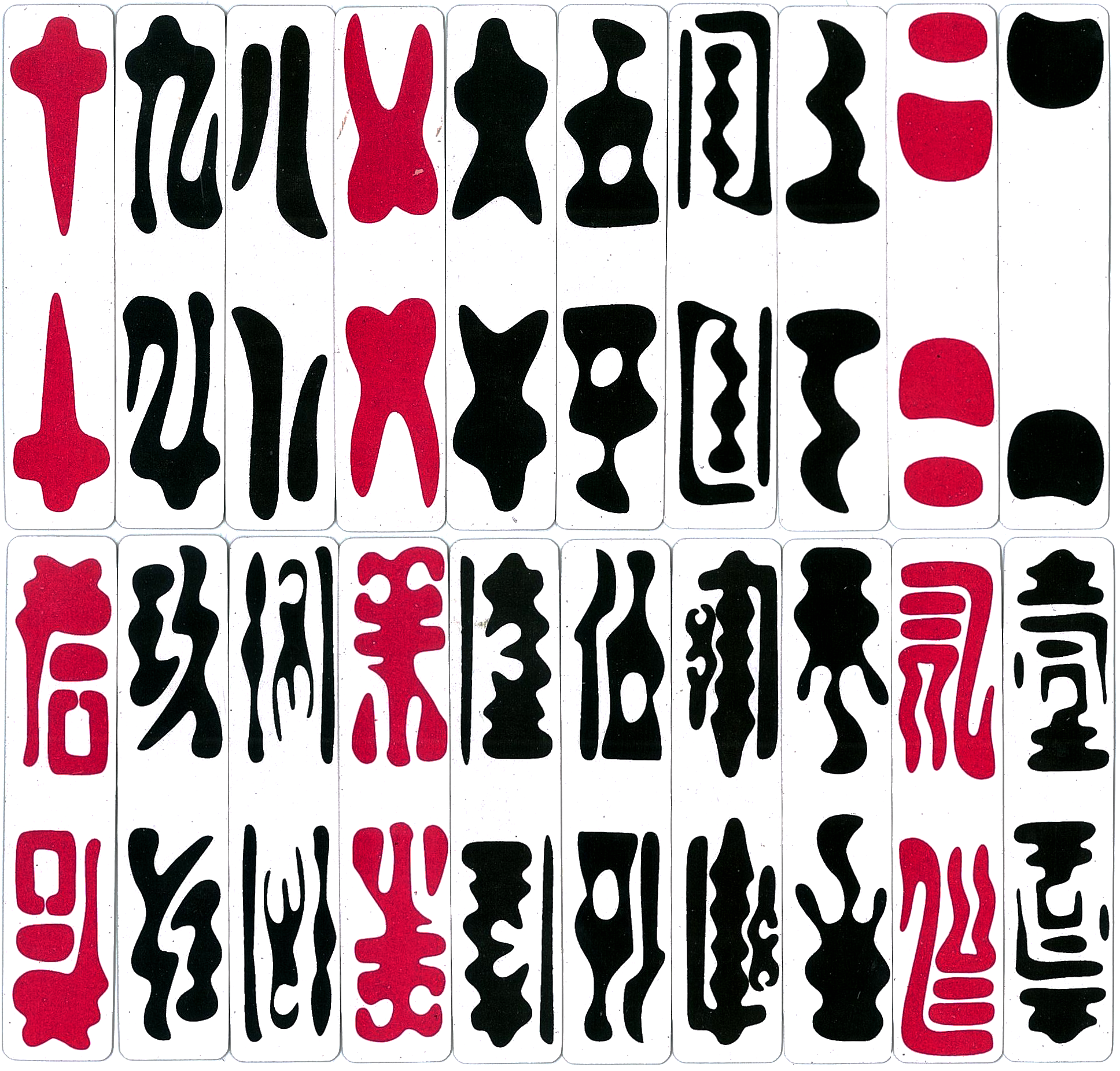
綏陽大貳

牌具形狀類同葉子戲，印有大小寫漢字一到十的序數牌，共二十種，每種四張，共八十張。大小寫等同於花色，大寫的牌稱為大牌；小寫的牌稱為小牌。在湖南等地區，數字2、7、10為紅字，稱為紅牌；其餘為黑字，稱為黑牌。

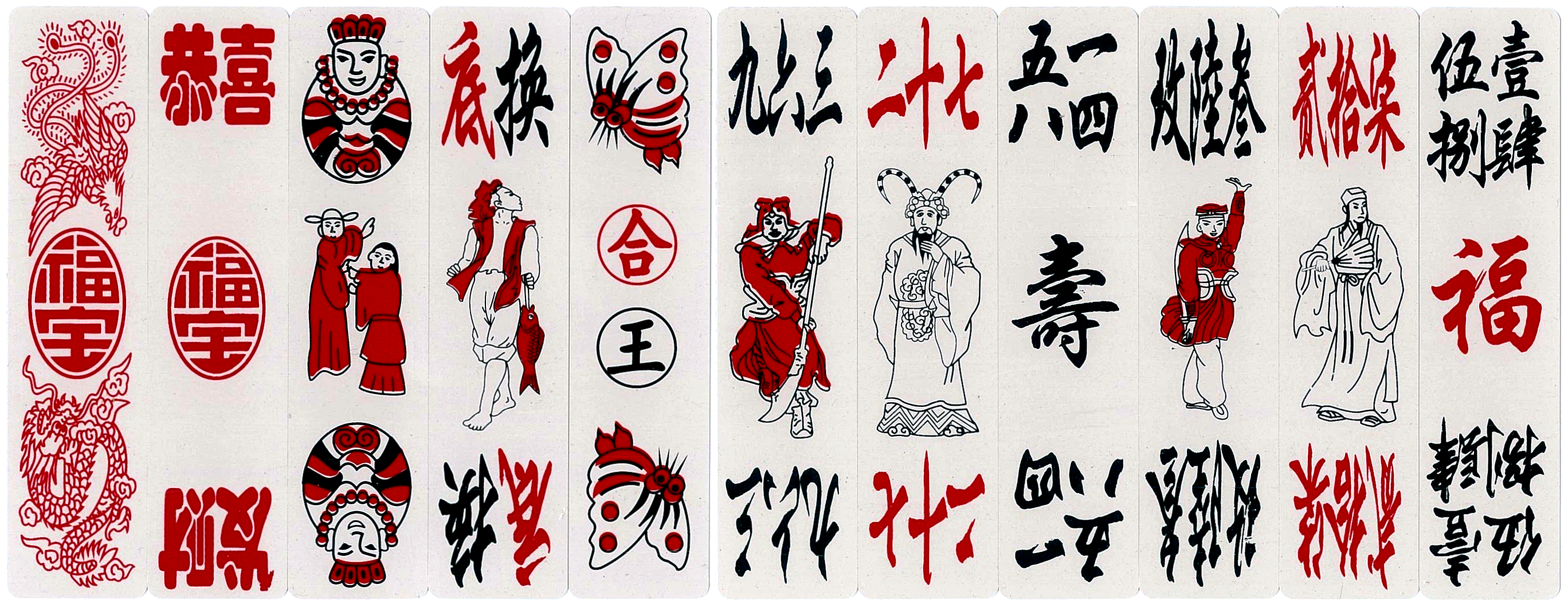
字牌的1458、2710、369、蝶王、換底等牌

樂山地區的橋字牌，大牌為紅字、小牌為黑字。一些地方還會增加四張稱為聽用的百搭牌；秀山是多一張稱為換底的牌；攸县多总王、红福、黑寿、换底各一张，蝶王三张，大小写的1458、2710、369各二张，共多八種，多十三張。

## 製造
以下以务川為例。字牌過去採用手工制作。首先將数层以竹或构皮纤维制成的皮纸，用浆糊粘结成纸板。浆糊粘度和裱糊时夹层中不含气泡，乃质量的关键。第二步将纸板平放在桌上，用较光滑的鹅卵石於纸板上反复磨压，直至两面光滑平展为止。第三步是上色，背色一般均为黑色，面色常用白、黄色，有些稍加牛胶以增强亮度，但加胶过多易断折。第四步是牌纸切成统一尺寸的雏形牌。第五步是将牌写好。最后用桐油加入少量含二氧化锰的土子、一氧化铝的密陀僧熬火後上漆。火工不够，牌不收衣且不发光、粘手；火工太老，漆不易展开、凝固成颗粒状，严重时，在熬炼時会引起燃烧。漆不能上过多，否则会起颗粒破壞光洁度。牌漆好后，置通风处晾干便能使用。1970年代以降，機械製造紙板，只须二至三张相粘可製出光滑又平整的大型牌纸板，减少很多工序，而且增加光洁度。后来市上又出现了250克书写纸板，一次成型、无须粘贴。又油漆逐渐被制牌者所采用，熟桐油漆由于原料和熬制都不方便、成本高，逐步淘汰。